# A Maria!
A Maria! o Au Maria! és una salutació d'entrada amb què es crida l'atenció de la gent de la casa; salutació per la qual un parroquià o visitant anuncia la seva presència quan entra en una casa o botiga i no hi veu ningú. És un apòcope d'Ave Maria. El crit 'A Maria!' encara és viu a molts pobles on els veïns deixen les portes obertes. A les comarques de l'Empordà, Ripollès i Camp de Tarragona se sol pronunciar 'aumaria' o 'aumaria puríssima'.